# ヘイスティングス郡
ヘイスティングス郡（ヘイスティングスぐん、英: Hastings County）は、カナダのオンタリオ州東部に位置する地方行政区のひとつ。
ベルビルとクインテウェストの2都市は国勢調査区分上、郡内に含むが郡の行政としては管轄区域外の都市となっている。

## 主な都市
- ベルビル （Belleville）：行政管轄外
- クインテウェスト （Quinte West）：行政管轄外
- バンクロフト （Bancroft）